# Harthill with Woodall
Harthill with Woodall är en civil parish i Rotherham i Storbritannien. Den ligger i grevskapet South Yorkshire och riksdelen England, i den sydöstra delen av landet, 210 km norr om huvudstaden London.